# Saló Internacional del Còmic de Barcelona de 2014
El 32è Saló Internacional del Còmic de Barcelona es va celebrar entre el dijous 15 i el diumenge 18 de maig de 2014 als palaus 1 i 2 de la Fira de Barcelona de Montjuïc.
La 32a edició del certàmen barceloní va tenir com a motiu central el còmic bèl·lic, aprofitant la coincidència de tres efemèrides: el centenari de l'inici de la Primera Guerra Mundial, el tricentenari de la Guerra de 1714 i els 75 anys del final de la Guerra Civil. A més de voler rendir un homenatge al còmic bèl·lic, el Saló va voler convidar a reflexionar sobre la presència de la guerra al món de còmic.
El Saló va duplicar gairebé la seva superfície, passant dels 19.000 m² de la darrera edició a 32.000 m². El palau 1 de la Fira de Barcelona, de 14.000 m², va acollir la gran exposició sobre la guerra, mentre que els stands i les altres exposicions es van instal·lar al palau 2, de 19.000 m².
L'exposició central va exhibir un tanc M41 i altres vehicles militars reals, a més de diversos diorames amb trinxeres i soldats que reproduïen campaments militars i diferents reconstruccions històriques que tenien com a protagonistes els Miquelets, la 9a Companyia blindada o soldats republicans lluitant en la batalla de l'Ebre. A més, 50 figurants vestits amb uniformes militars de diverses èpoques es passejaven pel Saló. La Creu Roja va instal·lar un estand amb una exposició denunciant els efectes col·laterals de la guerra que incloïa un protocol per ferits en combat. També comptaren amb estands altres associacions antibel·licistes com els antics aviadors de la República o Reporters Sense Fronteres.
Va repetir l'assistència rècord de 106.000 visitants, mantenint-se així constant respecte a les dues darreres edicions.

## Cartell
El dibuixant Carlos Pacheco fou l'encarregat d'il·lustrar el cartell promocional de la 32a edició del Saló. El cartell mostra un batalló de superherois volants rodejant el monument a Colom del port de Barcelona, amb Colom proveït d'una capa que oneja al vent.

## Exposicions
- Còmics en guerra. Exposició de 550 originals de diversos autors amb la guerra com a tema central. Entre les il·lustracions, destacaven consagrats dibuixants internacionals com Art Spiegelman, Jacques Tardi o Joe Sacco, autors amb una forta presència de temes bèl·lics en les seves obres, com C'était la guerre des tranchées (Tardi, 1993) o Palestine (Sacco, 1993), ambdues de temàtica antibel·licista i molt crítiques amb la guerra.[2]

- 85 anys de Popeye el mariner. Exposcició decidada al personatge de còmic Popeye, de l'autor estatunidenc Segar.
- 75 anys de Batman. Esposició dedicada a l'aniversari del superheroi de DC Batman, creat per Bob Kane el 1939.
- Lobezno. La maduresa del superheroi. Exposició dedicada al 40è aniversari del superheroi de Marvel Wolverine (conegut en castellà com a "Lobezno"). Aquest membre dels X-Men fou creat per Len Wein i John Romita Sr. el 1974.
- Vinyetes Autobiogràfiques. Exposició sobre còmics autobiogràfics.
- El dret a somriure. Exposició d'actualitat política que va mostrar obres d'humoristes gràfics sobre el sobiranisme a Catalunya i el dret a decidir.[2]

### Exposicions dels premis del Saló de 2013
- Purita Campos. Més enllà d'Esther. Exposició dedicada a l'obra de Purita Campos, guanyadora del Gran Premi del Saló de 2013. L'autora és sobretot coneguda pel còmic Esther y su mundo.[5]
- Ardalén, de Miguelanxo Prado. Exposició dedicada al còmic Ardalén de l'autor gallec Miguelanxo Prado. El còmic obtingué el guardó a la Millor obra de 2013.[6]
- Oriol Hernández. Retrat de la màfia. Exposició dedicada a l'autor de còmic català Oriol Hernández, que el 2013 fou proclamat autor revelació del Saló pel seu còmic La piel del oso.
- Adobo. Exposició dedicada al fanzine Adobo, guanyador del premi al millor fanzine de 2013.

## Invitats
Autors destacats: Joe Sacco, Brian Azzarello, Ramon K. Pérez i Paco Roca.

## Palmarès[7]

### Gran Premi del Saló
- Miguel Gallardo

### Millor obra
| Títol                                                                          | Autor                             | Editorial   |
| ------------------------------------------------------------------------------ | --------------------------------- | ----------- |
| Los surcos del azar                                                            | Paco Roca                         | Astiberri   |
| Beowulf                                                                        | Santiago García David Rubín       | Astiberri   |
| Blacksad 5: Amarillo                                                           | Juan Díaz Canales Juanjo Guarnido | Norma       |
| El Folies Bergère                                                              | Zidrou Francis Porcel             | Norma       |
| Los cuentos de la era de la cobra 1: Los amantes                               | Enrique Fernández                 | Norma       |
| Nela                                                                           | Rayco Pulido                      | Astiberri   |
| No os indignéis tanto                                                          | Manel Fontdevila                  | Astiberri   |
| Potlatch                                                                       | Marcos Prior Danide               | Norma       |
| ¿Quién le zurcía los calcetines al Rey de Prusia mientras estaba en la guerra? | Zidrou Roger Ibáñez               | Norma       |
| Un médico novato                                                               | Sento                             | Sins Entido |

### Millor obra estrangera
| Títol                            | Títol original                               | Autor                                  | Editorial            | País         |
| El libro de los insectos humanos | 人間昆虫記, Ningen Konchūki                  | Osamu Tezuka                           | Astiberri            | Japó         |
| Cuento de arena                  | Tale of Sand                                 | Jim Henson Jerry Juhl Ramón K. Pérez   | Norma                | Estats Units |
| El asesino de Green River        | Green River Killer: The True Detective Story | Jeff Jensen Jonathan Case              | Norma                | Estats Units |
| El Nao de Brown                  | The Nao of Brown                             | Glyn Dillon                            | Norma                | Regne Unit   |
| El rayo mortal                   | The Death Ray                                | Daniel Clowes                          | Penguin Random House | Estats Units |
| Érase una vez en Francia         | Il était une fois en France                  | Fabien Nury Sylvain Vallée             | Norma                | França       |
| Adventure Time (còmic)           | Adventure Time                               | Ryan North Shelli Paroline Braden Lamb | Norma                | Estats Units |
| I Am a Hero                      | アイアムアヒーロー                           | Kengo Hanazawa                         | Norma                | Japó         |
| La infancia de Alan              | La Guerre d'Alan (tome 1)                    | Emmanuel Guibert                       | Sins Entido          | França       |
| Vampir                           | Vampire                                      | Joann Sfar                             | Fulgencio Pimentel   | França       |

### Autor revelació
| Autor            | Títol                | Editorial          |
| ---------------- | -------------------- | ------------------ |
| Clara Soriano    | Colmado Sánchez      | Caramba!           |
| Nadar            | Papel estrujado      | Astiberri          |
| Javier Hernández | Bleckholler          | Norma              |
| Nacho García     | Pulir                | Fulgencio Pimentel |
| Alberto Madrigal | Un trabajo de verdad | Norma              |

### Millor fanzine
| Títol             |
| ----------------- |
| Arròs negre       |
| Licor del mono    |
| Thermozero cómics |
| Zocalo            |
| Zuzumba!          |

### Premi del Públic
- Papel estrujado, de Nadar

## Conferències i taules rodones
| Data                 | Hora           | Acte |
| -------------------- | -------------- | --- |
| Dijous 15 de maig    | 17.00-20.00 h. | "El còmic, una eina pedagògica". Jornada de ponències dirigida a docents i pedagogs. |
| Dijous 15 de maig    | 17.00-18.00 h. | Conferència "Els solcs de la història". Acte sobre la novel·la gràfica Los surcos del azar. Ponent: Paco Roca |
| Dijous 15 de maig    | 18.00-19.00 h. | Conferència "Barcelona 1706-1714. Dietari d'un adroguer. Recursos didàctics per treballar a l'aula". Ponents: Oriol Garcia i Quera Anna Grau Gimeno |
| Dijous 15 de maig    | 19.00-20.00 h. | Conferència "L'àlbum il·lustrat". Ponents: Mònica Badia (docent i coautora d'una proposta didàctica per treballar l'àlbum il·lustrat) M. Teresa Verdaguer (professora) Carme Pardo (bibliotecària)                                                                                                   |
| Divendres 16 de maig | 11.00-12.15 h. | Taula rodona "Guerra civil i exili" Moderador: Vicent Sanchis Ponents: Paco Roca Joan Villarroya (Dr. en Història per la UB) Rosa Toran (Dra. en Història per la UAB) |
| Divendres 16 de maig | 12.30-14.00 h. | Taula rodona "Corresponsals de guerra". Moderadora: Marta López (El Periódico de Catalunya) Ponents: David Couso (Associació HAC de José Couso) María Dolores Masana (Reporters Sense Fronteres) Joan Roura (TV3)                                                                                    |
| Divendres 16 de maig | 16:00-17:00 h. | Taula rodona "Les guerres mundials al còmic". Moderador: Vicent Sanchis Ponents: Chloé Cruchaudet Pasquale Del Vecchio Javier Hernández Ramon Rosanas |
| Divendres 16 de maig | 17:00-18:00 h. | Conferència "La Iconografia del 1714". L'exposició "300 Onzes de Setembre". Lloc: Museu d'Història de Catalunya Presentador: Vicent Sanchis Ponent: Agustí Alcoberro (Director del Museu d'Història de Catalunya)                                                                                    |
| Divendres 16 de maig | 18.00-19.00 h. | Conversa "La Guerra de Successió il·lustrada". Moderació: Vicent Sanchis Ponents: Toni Soler (Comissari del Tricentenari de l'Ajuntament de Barcelona) Oriol Garcia i Quera |
| Divendres 16 de maig | 19.00-20.00 h. | Taula rodona "Personatges corrents a la guerra civil". Modera: Antoni Guiral Ponents: Pepe Gálvez Ramon Boldú Ángel de la Calle |
| Divendres 16 de maig | 20.00-20.45 h. | Conferència "Dibuixant una galàxia molt, molt llunyana..." Modera i presenta: Rubén González (Star Wars Catalunya) |
| Dissabte 17 de maig  | 11.00-12.30 h. | Taula rodona "Recreacions de la Guerra Civil i de la II Guerra Mundial". Moderació: Vicent Sanchis Ponents: Jordi Jara (Associació de l'Exèrcit de l'Ebre) Ferran Vázquez Cortés (Associació Catalana de Col·leccionistes d’Uniformes Històrics - ACCUH).                                            |
| Dissabte 17 de maig  | 12.30-13.30 h. | Taula rodona "Els aviadors de la República". Presenta: Vicent Sanchis Ponents: Antoni Vilella (President de l'Associació d'Aviadors de la República - ADAR) Francesc Pararols (pilot) Antoni Valldeperes (Vicepresident d'ADAR) David Íñiguez (Historiador d'ADAR) David Gesalí (Historiador d'ADAR) |
| Dissabte 17 de maig  | 13.30-14.30 h. | Conversa "Un Tricentenari Universal". Modera: Vicent Sanchis Participants: Miquel Calçada (Comissari del Tricentenari de la Generalitat de Catalunya) |
| Dissabte 17 de maig  | 16:00-17:00    | Taula rodona "Les Brigades Internacionals al Còmic". Modera: Vicent Sanchis Ponents: Ángel Arjona Antonio Martín |
| Dissabte 17 de maig  | 17:00-18:30    | Taula rodona "Dibuixant el 1714". Modera: Vicent Sanchis Ponents: Oriol Garcia i Quera Cels Piñol David Parcerisa Mariano de la Torre |
| Dissabte 17 de maig  | 19:00-20:00    | Conversa "El reporterisme dibuixat". Modera: Vicent Sanchis Ponent: Joe Sacco |
| Diumenge 18 de maig  | 11:00-12:00 h. | Taula Rodona "Un còmic amb Història". Moderació: Vicent Sanchis Ponents: Paco Roca Robert S. Coale (Professor d'Història de la Universitat de París). |
| Diumenge 18 de maig  | 12:00-13:00    | Taula Rodona "La construcció il·lustrada de la Història militar d'un país". Modera: Vicent Sanchis Ponents: Francesc Xavier Hernàndez Cardona (Catedràtic de la UB) Francesc Riart (il·lustrador).                                                                                                   |
| Diumenge 18 de maig  | 13.00-14.00 h. | Conferència "150 anys de la Creu Roja" Modera: Vicent Sanchis Ponent: Josep Artigas Candela (Advocat i voluntari del Gabinet de Drets Humans i de la Creu Roja a Barcelona). |
| Diumenge 18 de maig  | 16.00-17.30 h. | Taula rodona "Recreació de la lluita per la llibertat" Modera: Vicent Sanchis Ponents: Nicolau Martí (Coronela de Barcelona) Marc Clotet (Miquelets de Catalunya) Daniel Alfonsea (Regiment de Barcelona)                                                                                            |
| Diumenge 18 de maig  | 17.30-19.00 h. | Taula rodona "La memòria dels dibuixants" Modera: Jordi Artigas (Associació Zoòtrop) Ponents: Abril Bonet Paula Carnicero Ramon Niubó Gabriel Gómez |